# 쾌락 원리의 저편
《쾌락 원리의 저편》(독일어: Jenseits des Lustprinzips, Beyond the Pleasure Principle)는 1920년에 출간된 독일의 정신분석학자 지그문트 프로이트의 저서이다. 이 책은 그의 이전 심리학의 접근에 주요한 이론적 수정과 더불어 전환점을 맞게해주었다. 이 에세이 이전에 프로이트는 우리가 행동하는 힘의 원천을 설명하는 데 있어 ‘성적 충동’을 에로스나 리비도의 중간 단계에 두었다. 1920년에 출판한 이 책에는 단순한 쾌락 원리를 넘어서, 타나토스라고 하는 죽음의 본능을 추가하여 충동 이론을 개발했다. 타나토스는 프로이트 본인이 쓴 용어는 아니다.

## 작품 소개
프로이트는 꿈을 해석해서 참다운 꿈 생각을 밝혀낼 수 있다고 믿었다. 또한 환자와 허물없는 대화를 나누는 자유연상법에 따라 환자의 말을 해석함으로써 환자를 정신적 억압으로부터 해방시키고 치료할 수 있다고 믿었다. 반복 강박을 비롯한 삶의 충동과 죽음의 충동에 대한 예리한 통찰을 바로 이 책을 통해 엿볼 수 있다.
우선 프로이트는 정신의 체계를 ‘의식’, ‘전의식’(前意識), ‘무의식’의 세 가지로 구분하여 보았다. 의식은 원래 의식된 것으로서 이성적, 합리적, 현실적인 정신의 체계에 해당한다. 무의식은 의식되지 않은 것으로서 정신 과정의 대부분을 차지하는 무의식적인 본능적 충동의 체계다. 그런가 하면 전의식은 의식되기 이전의 정신 체계로서 무의식을 걸러서 의식 쪽으로 보내는 역할, 곧 검열을 행하는 정신의 체계다.
≪꿈의 해석≫에서 프로이트는 ‘의식’, ‘전의식’, ‘무의식’에 관해서 아직 철저하게 해명하지 못하고 있다. 따라서 그는 이 책과 아울러 1923년에 출판한 ≪자아와 이드≫에서 정신 과정을 보다 더 명확하고 철저하게 밝힌다. 이 책에서 프로이트는 ‘의식’, ‘전의식’, ‘무의식’을 하나의 의식이라고 말한다. 곧 의식의 가장 많은 부분을 무의식이 차지하고 있고 가장 적은 부분을 전의식이 차지하고 있으며 이성적 현실 의식 역시 부분적이라는 것이다. 그런가 하면 ≪자아와 이드≫에서 프로이트는 정신 과정을 ‘원초아’, ‘자아’, ‘초자아’로 구분하는데 이러한 구분은 이 책에서의 정신 과정을 한층 더 역동적으로 밝히고 있다. 본능 충동으로서의 원초아와 도덕 및 양심에 관계되는 초자아는 무의식에 해당하고 현실적 이성 활동은 자아에 속한다. ≪자아와 이드≫에서 프로이트는 에로스와 타나토스, 곧 ‘사랑의 충동’과 ‘죽음의 충동’을 대립시키는데 이것은 이 책서 전개한 삶의 충동과 죽음의 충동을 확대하여 발전시킨 것이라고 할 수 있다. 무엇보다도 프로이트는 인간의 정신 과정과 활동의 원천을 오직 쾌락 원리로 제한하려는 상식적인 견해를 해체하고 극복함으로써 쾌락 원리의 저편에서 정신 과정과 활동의 원천을 찾으려고 했다. 이 책에서는 ≪꿈의 해석≫과 ≪정신분석학 입문 강의≫를 기초로 하고 전개되는 프로이트 정신분석학의 말년의 사상을 충분히 엿보게 한다.

## 서지 정보
- 강영계 역, 2009년, 지식을만드는지식 ISBN 978-89-6228-364-8

## 같이 보기
- 정신분석학
- 꿈의 해석